# Láz (district de Třebíč)
Pour les articles homonymes, voir Láz.
Láz (en allemand : Laas) est une commune du district de Třebíč, dans la région de Vysočina, en République tchèque. Sa population s'élevait à 284 habitants en 2020.

## Géographie
Láz se trouve à 4,8 km au sud-sud-ouest du centre de Moravské Budějovice, à 23,6 km au sud-sud-ouest de Třebíč, à 45 km au sud-sud-est de Jihlava et à 155 km au sud-est de Prague.
La commune est limitée par Častohostice au nord, par Blížkovice à l'est et par Nové Syrovice au sud, à l'ouest et au nord-ouest.

## Histoire
La première mention écrite de la localité date de 1498.

## Transports
Par la route, Láz se trouve à 7 km de Moravské Budějovice, à 29,5 km de Třebíč, à 51,5 km de Jihlava et à 182 km de Prague.